# Elymnias goramensis
Elymnias goramensis är en fjärilsart som beskrevs av Hans Fruhstorfer 1899. Elymnias goramensis ingår i släktet Elymnias och familjen praktfjärilar. Inga underarter finns listade i Catalogue of Life.